# 4109 Anokhin
4109 Anokhin eller 1969 OW är en asteroid i huvudbältet som upptäcktes den 17 juli 1969 av den rysk- sovjetiska astronomen Bella Burnasjeva vid Krims astrofysiska observatorium på Krim. Den är uppkallad efter testpiloten Sergej Nikolajevitj Anochin.
Asteroiden har en diameter på ungefär fyra kilometer.